# کرازبی (مینه‌سوتا)
کرازبی، مینه‌سوتا (به انگلیسی: Crosby, Minnesota) یک شهر در ایالات متحده آمریکا است که در مینه‌سوتا واقع شده‌است.

## خصوصیات
کرازبی ۹٫۶۶ کیلومترمربع مساحت و ۲٬۳۸۶ نفر جمعیت دارد و ۳۸۴ متر بالاتر از سطح دریا واقع شده‌است.